# Standschaden

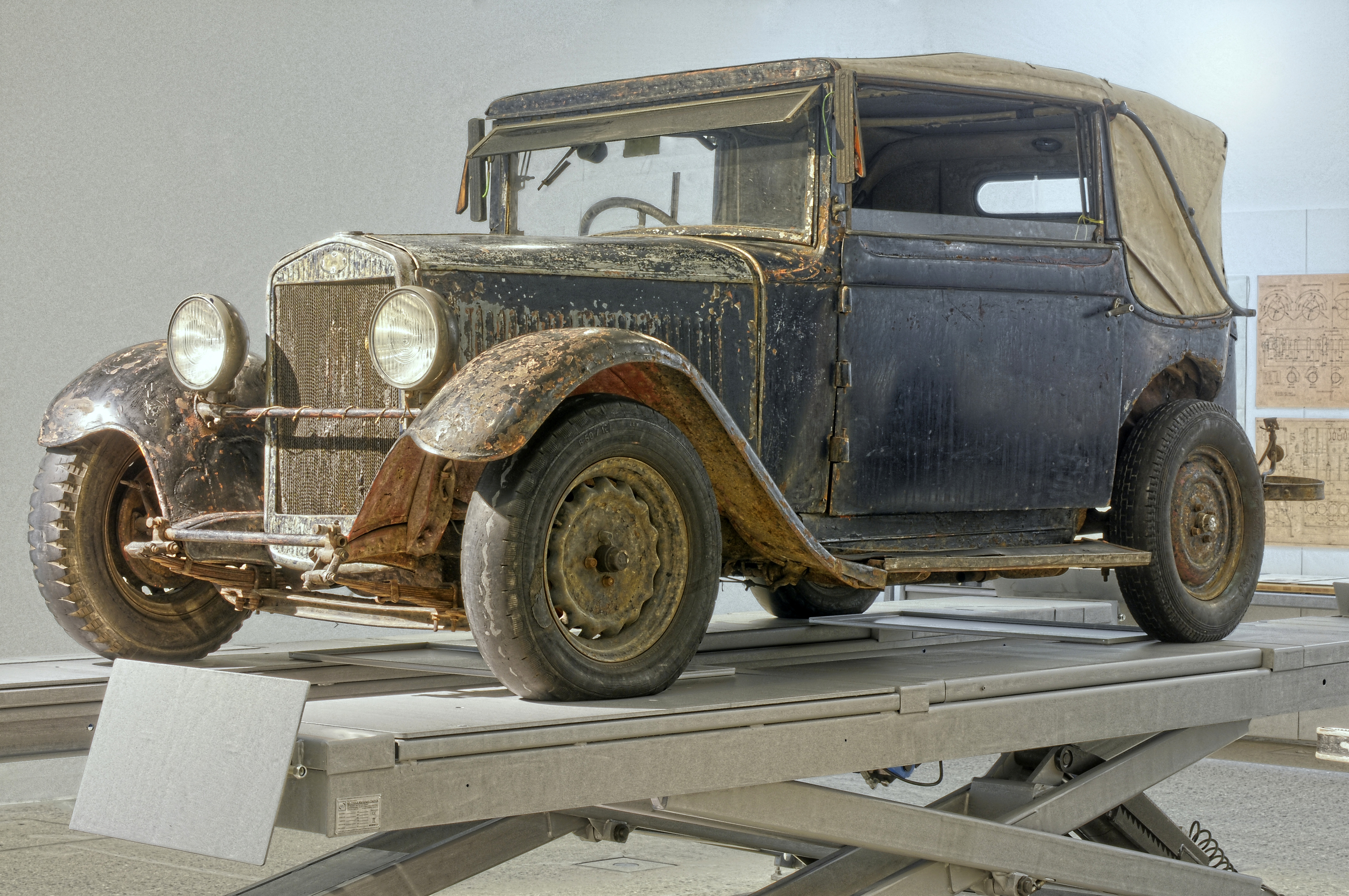
Standschaden (Oldtimer)

Ein Standschaden ist ein Schaden, der entsteht, wenn ein Fahrzeug oder eine Maschine durch langzeitigen Nichtgebrauch oder Vernachlässigung schleichende Veränderung erfährt und Schaden nimmt. Bei Oldtimern kommt dies durch geringe Nutzung oder geringe Pflege vor. Nach langen Standzeiten ist an Fahrzeugen und Maschinen, um nur ein Beispiel zu nennen, mit Flugrost an Eisenteilen zu rechnen. Um Standschäden zu vermeiden, können beispielsweise Bewegungsfahrten unternommen werden.

## Typische Standschäden
Bei Kraftfahrzeugen werden fünf häufige Standschäden festgestellt:
- korrodierte oder nicht gängige Bremse (Bremsscheiben, Bremstrommel, Bremssattel, Bremskolben, Bremsleitung)[2][3]
- rissige oder poröse Reifen (DOT-Nummer)[2]
- rissige oder poröse Gummidichtungen oder Gummimanschetten (Bremse, Antriebswelle, Motor[4])
- defekte Klimaanlage (Schimmel, Geruch im Innenraum)[2]
- selbstentladende Starterbatterie[2]

Darüber hinaus können folgende Schäden auftreten:
- nichttrennende Kupplung (undichter Kupplungsnehmerzylinder oder Kupplungsgeberzylinder bei hydraulischer Kupplungsbetätigung)
- korrodierte Stecker (Anhängerkupplung)[2]
- Treibstoffsystem (Kraftstoffleitung, Tank, Vergaser)[5]
- Lackschäden (Rost)[6]
- Plattgestandene Reifen[7]

Betriebs- und Kraftstoffe altern chemisch, können verklumpen und sich zersetzen.
Kraftstoffen werden jahreszeitabhängige Zusätze zugemischt (siehe z. B. Winterdiesel). Wenn das Fahrzeug länger steht, kann es sein, dass der Kraftstoff nicht zur Jahreszeit passt.
Schmierfilme lösen sich auf, was zu verstärktem Verschleiß bei Wiederinbetriebnahme führt.
Standschäden können schon nach wenigen Wochen auftreten.